# Byaku fujin no yoren
Pour les articles homonymes, voir Légende du serpent blanc.
Pour plus de détails, voir Fiche technique et Distribution.
Byaku fujin no yoren (白夫人の妖恋, litt. L'Étrange amour de la dame blanche), aussi Madame White Snake ou The Legend of the White Serpent, est un film romantique et de fantasy nippo-hongkongais réalisé par Shirō Toyoda et sorti en 1956.
Le film, co-produit par la Tōhō et Shaw Brothers est une adaptation cinématographique de la légende traditionnelle chinoise La Légende du serpent blanc et de l'histoire de Fusao Hayashi, Madam White's Witchcraft.

## Synopsis
Un homme tombe amoureux d'une déesse serpent.

## Fiche technique
- Titre original : Byaku fujin no yoren
- Réalisation : Shirō Toyoda
- Scénario : Toshio Yasumi, Fusao Hayashi
- Photographie : Mitsuo Miura
- Montage : Kōichi Iwashita
- Sociétés de production : Tōhō et Shaw Brothers
- Musique : Ikuma Dan
- Pays d'origine :  Japon -  Hong Kong
- Langue originale : japonais
- Format : couleur — 2,35:1 — 35 mm — son mono
- Genre : romance
- Durée : 103 minutes[1] (métrage : 10 bobines - 2 819 m[1])
- Dates de sortie :
  - Japon : 22 juillet 1956[1]

## Distribution
- Ryō Ikebe : Xu Xian
- Yoshiko Yamaguchi : la dame blanche
- Kaoru Yachigusa
- Kichijirō Ueda
- Haruo Tanaka
- Eijirō Tōno
- Yoshio Kosugi
- Akira Tani
- Ikio Sawamura
- Bokuzen Hidari
- Yasuhisa Tsutsumi
- Tateo Kawasaki
- Nijiko Kiyokawa
- Sumiko Koizumi
- Yoshiko Miyata
- Musei Tokugawa
- Hideo Unagami
- Hisaya Morishige : diseur de bonne aventure (non crédité)
- Haruo Nakajima : gardien du temple (non crédité)

## Distinctions

### Récompenses
- 1957 : Prix Blue Ribbon de la meilleure photographie pour Mitsuo Miura[2]
- 1957 : prix Mainichi de la meilleure photographie pour Mitsuo Miura[3]

### Sélection
- Berlinale 1956 : Byaku fujin no yoren est présenté en compétition[4]